# Theope mania
Theope mania är en fjärilsart som beskrevs av Frederick DuCane Godman och Osbert Salvin 1897. Theope mania ingår i släktet Theope och familjen Riodinidae. Inga underarter finns listade i Catalogue of Life.